# Kartidi
I Kartidi (in persiano کرتیان‎, Kartiyān) o Āl-e kart (in persiano آل کرت‎), furono una dinastia sunnita di origine tagica, che governò su gran parte dell'attuale Afghanistan (allora facente parte del Grande Khorasan, nel XIII e XIV secolo. Dalla loro capitale di Herat (oggi in Afghanistan) e da Bamiyan, nella zona centrale del Grande Khorasan, essi furono dapprima vassalli del Sultano Abū l-Fatḥ Ghiyāth al-Dīn Ghūrī, Sultano dell'Impero ghuride, al quale erano strettamente legati, e poi dell'Impero mongolo. Alle prime manifestazioni della frammentazione dell'Ilkhanato persiano mongolo nel 1335, Muʿizz al-Dīn Ḥusayn b. Ghiyāth al-Dīn operò per espandere il suo principato. La morte di Ḥusayn b. Ghiyāth al-Dīn nel 1370 e l'invasione di Tamerlano nel 1381, misero fine alle ambizioni della dinastia kartide.

## Vassalli della dinastia ghuride
I Kartidi facevano risalire la propria linea dinastica a Tāj al-Dīn ʿUthmān Marghinī, il cui fratello, ʿIzz al-Dīn ʿUmar Marghinī, era il visir del Sultano Ghiyāth al-Dīn Muḥammad b. Sām (m. 1202-3). Il fondatore della dinastia kartide fu Malik Rukn al-Dīn Abū Bakr, che discendeva dalla famiglia Shansabanī di Ghūr.
Rukn al-Dīn Abū Bakr, sposò un'aristocratica ghuride. Il loro figliolo, Shams al-Dīn, succedette al padre nel 1245.

## Vassalli dell'Impero mongolo
Shams al-Dīn Muḥammad succedette a suo padre, si unì a Sali Noyan per un'invasione dell'India nel 1246, ed ebbe modo d'incontrare il sufi Bahāʾ al-Dīn Zakariyā a Multān nel 1247-8. Più tardi rese visita al governante mongolo Möngke Khan (1248–1257) che pose sotto la sua influenza politica il Grande Khorasan (una parte del quale è oggi l'Afghanistan) e forse anche la regione superiore del fiume Indo. Nel 1263-4, dopo aver sottomesso il Sistān, andò in visita da Hülagü Khān e tre anni dopo il suo successore Ābāqa Khān, che accompagnò nella sua campagna contro Darband e Baku. Visitò ancora Ābāqa Khān nel 1276-7 ma l'iniziale buona opinione dell'Īl-Khān mongolo di Persia si tramutò in sospetto e forse contribuì alla sua morte per avvelenamento nel gennaio del 1278, grazie a un cocomero avvelenato che gli fu offerto mentre si trovata nel bagno turco di Tabriz. Ābāqa Khān stesso provvide a farlo inumare in catene, a Jām, nel Khorasan.
Fakhr al-Dīn fu un patrono della letteratura, ma al contempo persona estremamente religiosa. Era stato precedentemente cacciato in prigione dal padre per sette anni,fin quando il comandante ilkhanide Nawrūz intervenne in suo soccorso, Quando la rivolta di Nawrūz fallì verso il 1296, Fakhr al-Dīn gli offrì asilo, ma quando una forza militare ilkhanide si avvicinò a Herāt, egli tradì il comandante e lo consegnò a Ghāzān. Tre anni più tardi Fakhr al-Dīn prese le armi contro il successore di Ghāzān, Oljeitu, che poco dopo la sua salita sul trono nel 1306 inviò un esercito di 10.000 uomini per conquistare Herāt. Fakhr al-Dīn, tuttavia, ingannò gli aggressori facendo loro occupare la sua capitale e poi distruggendoli, uccidendo anche il loro comandante Danishmand Bahadur. 

Morì il 26 febbraio 1307. Nonostante tutto, comunque, Herāt e il Gilān furono conquistate da Oljeitu.
A Shams al-Dīn Muḥammad succedette suo figlio Rukn al-Din, che assunse il titolo di Malik (Re), usato poi da tutti i suoi successori kartidi. Al momento della sua morte a Khaysār il 3 settembre 1305 il potere effettivo non era però più nelle sue mani ma in quelle del fratello Fakhr al-Dīn.
Il fratello di Fakhr al-Dīn, Ghiyāth al-Dīn gli succedette alla morte e quasi subito entrò in contrasto con un altro fratello, ʿAlāʾ al-Dīn ibn Rukn al-Dīn. Esponendo il suo caso dinanzi a Oljeitu, che gli concesse grande attenzione, tornò in Khorāsān nel 1307/8 ma la prosecuzione dei contrasti col fratello lo indusse a rendere ancora una volta visita all'Ilkhan nel 1314/5. Al suo ritorno a Herāt, trovò i suoi territori invasi dal principe Chagatai Yasa'ur, come pure si trovò di fronte all'ostilità di Quṭb al-Dīn di Isfizar e della popolazione del Sistān, tanto che Yasa'ur giunse persino ad assediare Herāt. Il principe chagatai, tuttavia, fu bloccato dalle forze armate dell'Ilkhanato e nell'agosto del 1320, Ghiyāth al-Dīn fece un pellegrinaggio a Mecca, lasciando suo figlio Shams al-Dīn Muḥammad ibn Ghiyāth al-Dīn a controllare i suoi domini in sua assenza. Nel 1327 l'Emiro Chupan riparò a Herāt a seguito del suo contrasto con l'Īl-Khān Abū Saʿīd, e chiese asilo a Ghiyāth al-Dīn, al quale era legato da rapporti di amicizia. Ghiyāth al-Dīn inizialmente garantì il suo aiuto ma quando Abū Saʿīd pretese la consegna dell'Emiro, glielo consegnò. Subito dopo Ghiyāth al-Dīn stesso morì nel 1329, lasciando quattro figli: Shams al-Dīn Muḥammad ibn Ghiyāth al-Dīn, Ḥāfiẓ ibn Ghiyāth al-Dīn, Muʿizz al-Dīn Ḥusayn ibn Ghiyāth al-Dīn e Bāqir ibn Ghiyāth al-Dīn.

## Principato indipendente
Quattro anni dopo l'ascesa al trono di Muʿizz al-Dīn Ḥusayn ibn Ghiyāth al-Dīn, l'Īl-Khān Abū Saʿīd morì, e alla sua morte si avviò la rapida disgregazione dell'Ilkhanato. Muʿizz al-Dīn Ḥusayn, da parte sua, si alleò con Ṭoghā Temūr, un pretendente al trono ilkhanide, e pagò a lui tributo. Alla sua morte, i maggiori pericoli per Muʿizz al-Dīn Ḥusayn provennero dai confinanti Sarbadār, con capitale Sabzevār. Dal momento che i Sarbadār erano stati nemici di Ṭōghā Temūr, considerarono una minaccia i Kartidi e invasero i loro territori. Quando Kartidi e Sarbadār si scontrarono nella battaglia di Zaveh il 18 luglio 1342, la battaglia volse inizialmente a favore dei secondi, ma la mancanza di unità all'interno della compagine dei Sarbadār consentì ai Kartidi la vittoria.
 
Muʿizz al-Dīn Ḥusayn intraprese in seguito numerose vittoriose campagne contro i Mongoli Chagatai a NE. Durante questo periodo egli aveva al suo servizio un ancor giovane Tamerlano. Nel 1349, mentre Ṭoghā Temūr era ancora vivo, Muʿizz al-Dīn Ḥusayn smise di versargli il tributo e governò come un Sultano indipendente. L'uccisione di Ṭoghā Temūr nel 1353 da parte dei Sarbadār mise fine a quella minaccia potenziale. Intorno al 1358, tuttavia l'Emiro Chagatai Qazaghan invase il Khorāsān e saccheggiò Herāt. Nel tornare in patria Qazaghan fu però assassinato, consentendo a Muʿizz al-Dīn Ḥusayn di restaurare la propria autorità. Una nuova campagna dei Sarbadār contro di lui nel 1362 fallì per discordie interne degli aggressori e poco dopo l'esponente kartide accolse benignamente i dervisci sciiti che fuggivano da ʿAlī-ye Muʾayyad, che aveva ucciso il loro leader nel corso della fallita campagna contro i Kartidi.
Nel frattempo, tuttavia, le relazioni con Tīmūr divennero sempre più tese quando i Kartidi lanciarono un raid nei suoi domini. Alla morte di Muʿizz al-Dīn Ḥusayn nel 1370, suo figlio Ghiyāth al-Dīn Pīr ʿAlī ereditò gran parte dei territori kartidi, salvo Sarakhs e una parte del Quhistan, che era stata conquistata dal fratellastro di Ghiyāth al-Dīn Pīr ʿAlī, Muḥammad b. Muʿizz al-Dīn.

## Vassalli dei Timuridi
Ghiyāth al-Dīn Pīr ʿAlī, nipote di Toghā Temūr attraverso la propria madre Sulṭān Khātūn, provò a destabilizzare i Sarbadār accogliendo i rifugiati dervisci nei suoi domini. ʿAlī-ye Muʾayyad reagì, cospirando con Muḥammad b. Muʿizz al-Dīn. Quando Ghiyāth al-Dīn Pīr ʿAlī tentò di rimuovere Muḥammad, ʿAlī-ye Muʾayyad mise in campo il suo esercito e lo forzò di fatto a rinunciare alla campagna militare, dal momento che Ghiyāth al-Dīn non intendeva arrivare ai ferri corti col fratellastro. I Sarbadār però, conobbero quasi subito un periodo di gravi difficoltà interne e Ghiyāth al-Dīn Pīr ʿAlī trasse vantaggio da questa situazione, impadronendosi della città di Nishapur nel 1375 o 1376. Nel frattempo, sia Ghiyāth al-Dīn sia il fratellastro Muḥammad invocarono l'aiuto dei Tamerlano per risolvere il loro conflitto: il primo inviando un'ambasceria, il secondo recandosi di persona al suo cospetto, chiedendo asilo, essendo stato cacciato da Sarakhs. Timūr rispose a Ghiyāth al-Dīn proponendogli il matrimonio tra sua nipote Sevinj Qutluq Agha e il figlio del signore kartide, Pīr Muḥammad b. Ghiyāth al-Dīn, cosa che in effetti avvenne a Samarcanda intorno al 1376.
Timūr invitò poi Ghiyāth al-Dīn Pīr ʿAlī a un incontro in cui egli si sarebbe dovuto sottomettere a lui, ma quando il Kartide provò a scusarsi di non potersi muovere a causa dell'urgente incontro che doveva avere con la popolazione sciita a Nīshāpūr, Tamerlano decise d'invadere i suoi territori. A ciò fu incoraggiato da numerosi Khorasaniani, incluso l'antico vizir di Muʿizz al-Dīn, Mu'in al-Din Jami', che inviò una missiva a Tamerlano perché intervenisse in Khorasan, mentre gli sceicchi di Jām, che godevano di grande influenza, convinsero numerosi dignitari kartidi a dare il loro benvenuto a Tamerlano, mentre questi stazionava nei pressi di Herat. 

Nell'aprile del 1381, Tamerlano giunse davanti alla città, i cui cittadini erano già demoralizzati e ansiosi di accettare l'offerta di Tamerlano di non passare a fil di spada nessuno che non avesse impegnato battaglia contro di lui. La città cadde senza resistere, le sue fortificazioni smantellate e i teologi e gli studiosi deportati nella patria del vincitore. Fu imposto un +elevato tributo e Ghiyāth al-Dīn Pīr ʿAlī e suo figlio furono condotti a Samarcanda. Ghiyāth al-Dīn divenne vassallo di Tamerlano fin quando non sostenne una rivolta nel 1382 condotta dai signori di Herat. Ghiyāth al-Dīn e la sua famiglia furono giustiziati verso il 1383 e il figlio di Tamerlano Miran Shah, represse la rivolta di Herat. Quello stesso anno una nuova insurrezione esplose a Isfizar, sotto la guida dello sceicco Daʾūd-e Khitataī ma fu rapidamente soffocata da Miran Shah.
 
I restanti Kartidi furono uccisi nel 1396 nel corso di un banchetto offerto da Miran Shah.

## Sovrani
| Titolatura                                                                                     | Nome proprio | Regno     | Note                                                              |
| ---------------------------------------------------------------------------------------------- | --- | --------- | ----------------------------------------------------------------- |
|                                                                                                | Malik Rukn al-Dīn Abū Bakr                                                                                        | ?-1245    |                                                                   |
|                                                                                                | Shams al-Dīn Muḥammad b. Abī Bakr                                                                                 | 1245-1277 |                                                                   |
| Malik (Re) in persiano ملک ‎ Shams al-Dīn-e Kahīn                                               | Rukn al-Dīn b. Shams al-Dīn Muḥammad                                                                              | 1277–1295 |                                                                   |
| Malik (Re) in persiano ملک ‎                                                                    | Fakhr al-Dīn b. Rukn al-Dīn                                                                                       | 1295–1308 |                                                                   |
| Malik (Re) in persiano ملک ‎                                                                    | Ghiyath al-Dīn b. Rukn al-Dīn                                                                                     | 1308–1329 |                                                                   |
| Malik (Re) in persiano ملک ‎                                                                    | Shams al-Dīn Muḥammad b. Ghiyāth al-Dīn                                                                           | 1329-1330 |                                                                   |
| Malik (Re) in persiano ملک ‎                                                                    | Ḥāfiẓ al-Dīn b. Ghiyāth al-Dīn                                                                                    | 1330–1332 | Ḥāfiẓ, studioso ed erede designato, fu assassinato dopo due anni. |
| Malik (Re) in persiano ملک ‎ Sulṭān (Sultano) in persiano سلطان‎                                 | Muʿizz al-Dīn Ḥusayn b. Ghiyāth al-Dīn                                                                            | 1332–1370 |                                                                   |
| Malik (Re) in persiano ملک ‎ Sulṭān (Sultano) in persiano سلطان‎                                 | Ghiyāth al-Dīn Pīr ʿAlī & Malik Muḥammad b. Muʿizz al-Dīn signore inizialmente di Sarakhs e di parte del Quhistan | 1370–1389 |                                                                   |
| Conquista del Grande Khorasan e Afghanistan da parte dell'Emiro Timūr Beg Gurkānī (Tamerlano). | |           |                                                                   |

I campi colorati indicano:
- Giallo – sotto la sovranità della dinastia Ghuride
- Arancione – sotto la sovranità dell'Impero mongolo e in seguito dell'Ilkhanato mongolo di Persia
- Grigio –  Indipendente
- Rosa –  sotto la sovranità dei Timuridi